# Anna Milczarek
Anna Milczarek – doktor habilitowana w dziedzinie nauk rolniczych w dyscyplinie zootechnika. Profesor Uniwersytetu Przyrodniczo-Humanistycznego w Siedlcach.

## Życiorys
W 2005 roku uzyskała stopień doktora nauk rolniczych w dyscyplinie agronomia na podstawie rozprawy zatytułowanej „Plonowanie owsa nieoplewionego i jego przydatność w żywieniu świń” napisanej pod kierunkiem prof. dr hab. Marii Osek. Stopień doktora habilitowanego nauk rolniczych w dyscyplinie zootechnika uzyskała w 2017 roku na podstawie dzieła pt. „Bobik jako częściowy zamiennik poekstrakcyjnej śruty sojowej w mieszankach dla zwierząt monogastrycznych”.

## Działalność naukowa
Jej działalność naukowa koncentruje się wokół tematyki dotyczącej oddziaływania diety na produkcyjność zwierząt, wpływu czynników żywieniowych na ilość i jakość surowców pochodzenia zwierzęcego, oceny surowców/produktów paszowych i żywnościowych (pochodzenia roślinnego i zwierzęcego) w kontekście poprawy ich wartości odżywczej i technologicznej oraz aspektów bezpieczeństwa pasz i żywności. Jest autorką wielu publikacji naukowych z tego zakresu w indeksowanych wydawnictwach naukowych znajdujących się w bazie Web of Science i Scopus.

## Nagrody i odznaczenia
Odznaczona Medalem Brązowym Za Długoletnią Służbę oraz Medalem za Zasługi dla Siedleckiej Uczelni.